# Sinaloa de Leyva
Sinaloa de Leyva es la cabecera del municipio de Sinaloa de Leyva, en el estado mexicano de Sinaloa en la ribera del Río Sinaloa, también llamado Petatlán. El nombre antiguo de esta población era Villa de San Felipe y Santiago de Sinaloa, luego fue cambiado por disposición oficial a Sinaloa de Leyva en honor de Gabriel Leyva Solano, protomártir de la revolución mexicana, padre de Gabriel Leyva Velázquez, gobernador del estado.
La Villa fue fundada el 30 de abril de 1583 con el nombre de Villa de San Phelipe y Santiago de Sinaloa, por don Pedro de Montoya, en 1585 se dio la segunda fundación de la villa, por Antonio Ruiz, Juan Martínez del Castillo, Bartolomé de Montoya, Tomás de Soberanes y Juan Caballero.
En 1591, llegaron los misioneros jesuitas Gonzalo de Tapia y Martín Pérez.
En 1635, los jesuitas construyeron la primera iglesia en la villa. Se construyó anexo el colegio jesuita, que fue un centro religioso y cultural regional.
Fue en Sinaloa de Leyva donde se instaló el primer club antirreleccionista en México y donde fue muerto el llamado primer mártir de la revolución mexicana, el 13 de junio de 1910, Gabriel Leyva Solano.
Sinaloa de Leyva se encuentra localizado a 42 kilómetros al este de Guasave y cuenta con un interesante patrimonio arquitectónico colonial. Por sus calles adoquinadas pueden admirarse construcciones del siglo XIX, que exhiben una variedad de estilos que van del  neoclásico al eclecticismo propio de la región durante el Porfiriato. A unos 48 km. se encuentra la presa de Bacurato, también conocida como presa Lic. Gustavo Díaz Ordaz, en la que se puede pescar lobina negra y tilapia. En las localidades de Agua Caliente de Cota, Agua Caliente de Cebada y Las Pilas hay acceso a aguas minero-medicinales. San José, un importante centro minero, se encuentra a unos 78 km de la población de Sinaloa de Leyva.

## Clima
El clima es seco estepario muy cálido. La temperatura media anual es de 24 °C con una máxima de 44 °C y una mínima de 0.5 °C; la precipitación pluvial promedio es de 608 mm; los vientos dominantes fluyen en dirección suroeste con velocidad de dos metros por segundo.  

## Monumento histórico

### Iglesia del Templo Jesuita

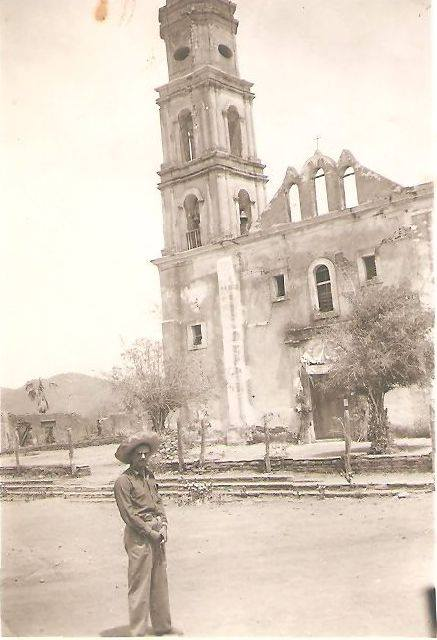
Iglesia jesuita.

En 1591 se dio la llegada de los misioneros jesuitas Gonzalo de Tapia y Martín Pérez, quienes tuvieron un papel fundamental en la evangelización en el municipio, porque muchas habían escuchado sobre ellos y sobre el desarrollo que habían implementado en otros lugares del país.

En el año de 1635 los jesuitas construyeron la primera iglesia la villa, ubicado en la cabecera municipal, recordando que el municipio inició siendo un lugar pequeño al que llamaron Villa de acuerdo a las características que presentó en aquel entonces que fueron muy similares a otros lugares. Dicha iglesia se construyó anexo al colegio que jesuita, el cual fue un centro religioso y cultural muy importante en el noroeste del país.

## Personas destacadas
| José Joaquín Avilés                           | Político y jurista (1796-1852)                  |
| Francisco de Jesús María Echavarría y Aguirre | Obispo y benefactor (1858-1954)                 |
| Francisco Javier Gaxiola                      | Jurista, historiador y político (1870-1933).    |
| Marcelo Zavala                                | Militar (1885-1977)                             |
| Teresa Urrea                                  | La Santa de Cabora (1873-1906)                  |
| José G. Heredia                               | Historiador (1886-1962)                         |
| Gabriel Leyva Solano                          | Precursor de la Revolución Mexicana (1891-1910) |
| Enrique González Rojo                         | Poeta (1899-1939)                               |
| Alejandro Peña                                | Líder obrero (1903-1945)                        |
| Anatolio B. Ortega                            | General (1913-1951)                             |
| Antonio Norzagaray Angulo                     | General (1880-1916)                             |
| Enrique Leura Higuera                         | Capitán primero (1883-1931)                     |
| Imelda Castro Castro                          | Senadora de la República (1968)                 |